# USS Sealion (SS-315)
O USS Sealion foi um submarino operado pela Marinha dos Estados Unidos e a trigésima primeira embarcação da Classe Balao. Sua construção começou fevereiro de 1943 nos estaleiros da General Dynamics Electric Boat em Groton, em Connecticut, e foi lançado ao mar em outubro do mesmo ano, sendo comissionado na frota norte-americana em março de 1944. Era armado com dez tubos de torpedo de 533 milímetros, possuía um deslocamento submerso de 2,4 mil toneladas e conseguia alcançar uma velocidade máxima de vinte nós na superfície e oito nós submerso.
O Sealion entrou em serviço no meio da Segunda Guerra Mundial. Ele realizou ao todo seis patrulhas de serviço pelo Oceano Pacífico e arredores entre junho de 1944 e junho de 1945, tendo conseguido afundar vários navios de transporte japoneses, além do contratorpedeiro Urakaze e o couraçado Kongō em um único ataque em novembro de 1944. Por suas ações durante a guerra, o Sealion foi condecorado com a Citação Presidencial de Unidade. Ele voltou para São Francisco e passou por manutenções depois do fim da guerra, sendo descomissionado em fevereiro de 1946.
O submarino foi convertido em um transporte de tropas e recomissionado em novembro de 1948. Ele passou a década seguinte operando no Oceano Atlântico, ocupando-se principalmente de treinamentos até ser descomissionado novamente em junho de 1960. O Sealion voltou ao serviço ativo em outubro do ano seguinte e continuou com a rotina de exercícios, com a exceção da Crise dos Mísseis de Cuba em outubro de 1962. Foi tirado de serviço pela última vez em fevereiro de 1970 e colocado na reserva naval, sendo afundado como alvo de tiro em julho de 1978.